# Мойсандер, Никлас
Ни́клас Кри́стиан Мо́йсандер (фин. Niklas Kristian Moisander; родился 29 сентября 1985 года, Турку) — финский футболист, игравший на позиции защитника. Выступал за сборную Финляндии.

## Биография

### Клубная карьера
Никлас Мойсандер начал свою футбольную карьеру в 2001 году в молодёжном составе клуба ТПС. С 2002 года Никлас выступал за основной состав клуба, но был лишь запасным игроком, с 2002 по 2003 год Мойсандер сыграл 17 матчей. В 2003 году Мойсандер перешёл в нидерландский «Аякс» из Амстердама, в клуб также перешёл брат-близнец Никласа, Хенрик Мойсандер. Но за три года Никлас так и не дебютировал за основной состав «Аякса», так как выступая только за молодёжный состав клуба, в котором также играл и его брат Хенрик.
В 2006 года Никлас перешёл в другой нидерландский клуб «Зволле», который выступал в первом дивизион Нидерландов. В своём дебютном сезоне молодой защитник сыграл за «Зволле» 34 матча и забил один гол. В сезоне 2007/08 Мойсандер забил за клуб 4 мяча в 37 матчах, после этого на него обратило внимание несколько нидерландских клубов. В 2008 года Никлас стал игроком клуба АЗ из города Алкмар. Дебют Мойсандера в высшем дивизионе состоялся 20 сентября 2008 года в домашнем матче против ПСВ, Никлас отыграл весь матч и получил жёлтую карточку на 34-й минуте матча, который завершился победой АЗ со счётом 1:0. Спустя 13 дней, 3 октября 2008 года Никлас забил свой первый мяч за АЗ, произошло это во время матча против роттердамской «Спарты». Мойсандер забил на 60-й минуте матча, который завершился разгромной победой АЗ со счётом 6:0. В августе 2012 года Никлас вернулся в «Аякс» и заключил с клубом трёхлетний контракт.
В конце марта 2015 года было объявлено о предстоящем переходе Никласа в итальянскую «Сампдорию». 10 мая Мойсандер в последний раз сыграл за «Аякс», проведя полностью поединок против «Камбюра» в рамках 33-го тура чемпионата.
В сезоне 2016/17 Мойсандер перешел в «Вердер» Бремен. В сезоне 2019/20 Мойсандер был назначен новым капитаном команды. В том же сезоне Мойсандер продлил контракт с клубом до июня 2021 года.

### Карьера в сборной
В национальной сборной Финляндии Мойсандер дебютировал 29 мая 2008 года в товарищеском против сборной Турции. 10 октября 2009 года он забил победный гол в матче отборочного турнира Чемпионата мира 2010 года против сборной Уэльса. В 2011 году, при Миксу Паателайнене, Мойсандер получил капитанскую повязку от Петри Пасанена. Никлас также выступал за различные молодёжные сборные Финляндии.

## Достижения

### Командные
АЗ
- Чемпион Нидерландов: 2008/09
- Обладатель Суперкубка Нидерландов: 2009

«Аякс»
- Чемпион Нидерландов (2): 2012/13, 2013/14
- Обладатель Суперкубка Нидерландов: 2013

### Личные
- Лучший футболист Финляндии (2): 2012, 2013[10].
- Лучший футболист Финляндии по версии журналистов спортивных изданий (2): 2012, 2013[11]